# Janko Zwitter
Janko Zwitter mlajši, avstrijski trener smučarskih skokov, * 1971, Zahomec.
Njegov oče Janko Zwitter starejši je konjerejec in lokalni politik. Zwitter mlajši je pri šestih letih začel trenirati smučarske skoke v Športnem društvu Zahomc, toda ni mu uspelo prebiti v elitno konkurenco. Precej uspešnejši je kot trener v smučarskih skokih. Začel je kot pomočnik pri avstrijski moški reprezentanci, že kmalu pa prestopil v japonsko moško reprezentanco, kjer je treniral predvsem Noriakija Kasaija in reprezentanci pomagal do treh medalj na Svetovnem prvenstvu 2003. Po koncu sezone je prevzel vodenje avstrijske ženske reprezentance in jo vodil do leta 2009, ko se je vrnil na Japonsko. Sprva je tu vodil žensko reprezentanco, kasneje pa kot osebni trener Saro Takanaši, ki jo je popeljal do statusa najuspešnejše tekmovalke v svetovnem pokalu s štirimi zmagami v skupnem seštevku ter 60 posamičnimi zmagami in več kot 110 uvrstitvami na stopničke, osvojila je tudi bronasto olimpijsko medaljo na Zimskih olimpijskih igrah 2018 v Pjongčangu, eno zlato, dve srebrni in štiri bronasto medalje na svetovnih prvenstvih ter pet zlatih medalj na svetovnih mladinskih prvenstvih. Obenem je vodil tudi italijansko žensko reprezentanco, od leta 2022 pa vodi kanadsko žensko reprezentanco in že v prvi sezoni je Alexandrio Loutitt popeljal do naslova svetovne mladinske prvakinje in tudi svetovne prvakinje.